# Lokomotiva 399.0

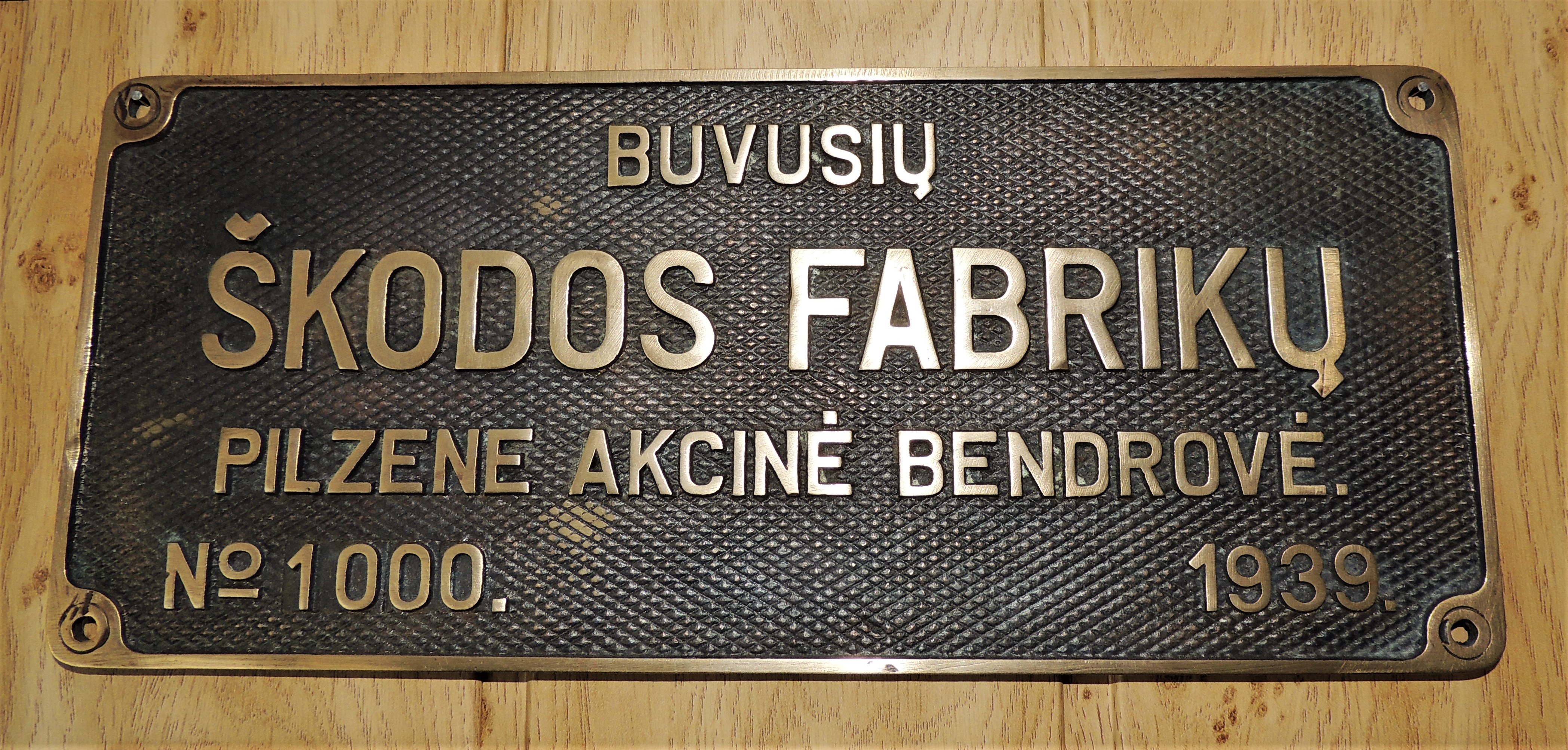
Výrobní štítek z lokomotivy ČSD - 399.005

Lokomotiva řady 399.0 byla rychlíková parní lokomotiva s vlečným tendrem vyrobená roku 1939 v počtu 6 kusů firmou Škoda. Její konstrukce vychází z německé řady 03 a původně byla určena Litevským železnicím (LG).

## Vznik a vývoj
Lokomotivy čísel 21 – 26 byly dodány litevským drahám v roce 1939. Ty je nasadily do vozby rychlíků Berlín – Riga v úseku Virbalis - Joniškis přes Kaunas a Šiauliai. V roce 1940 byla Litva obsazena vojsky Sovětského svazu a LG byly začleněny pod SŽD. Následkem operace Barbarossa byla Litva obsazena a její dráhy přešly pod Deutsche Reichsbahn. Ty zřídily v Rize provozní ředitelství, které v roce 1943 předalo tyto lokomotivy do depa Hamburk-Altona. Ve stejném roce byly prodány BMB-ČMD. ČMD je nově označily 399.001 – 006. Po roce 1945 již lokomotivy zůstaly v Československu.
Lokomotivy byly umístěny v depech Praha, Děčín a Brno. Z důvodu vysokých nápravových tlaků však byla jejich přechodnost velmi omezená. Ani svojí maximální rychlost 130 km/h, čímž se staly nejrychlejšími parními lokomotivami u ČSD, nemohly na jejich tratích využít (maximální rychlost na československých železnicích byla tehdy 120 km/h). Z těchto důvodů byly již v roce 1969 vyřazeny.
1000. lokomotiva vyrobená firmou Škoda - 399.005 je zachovaná ve sbírkách MDC Bratislava Východ.